# Soyen Shaku
Soyen Shaku (釈 宗演?, Shaku Sōen; 10 gennaio 1860 – 29 ottobre 1919) è stato un maestro zen giapponese, il primo a insegnare negli Stati Uniti.
Era un maestro della scuola Rinzai, abate dei templi Kencho-ji ed Engaku-ji di Kamakura, discepolo di Imakita Kosen.

## Biografia
Soyen Shaku fu un monaco zen straordinariamente capace. Egli studiò per tre anni all'Università buddista Keio. Nella sua giovinezza, il suo maestro, Imakita Kosen, e altri come lui avevano già riconosciuto in lui una particolare predisposizione. 
Egli ricevette la trasmissione del Dharma (Inka) a venticinque anni, e successivamente divenne il maggiore riferimento per l'insegnamento della religione della sua scuola ed abate del monastero Engaku-ji di Kamakura.
Nel 1887, Soyen si recò a Ceylon per studiare il Pali e il buddismo Theravada e visse una vita da pellegrino per tre anni. Al suo ritorno in Giappone, nel 1890, egli insegnò allo zendo di Nagata. 
Dopo la morte del maestro Kosen, nel 1892, Soyen diventò maestro del tempio in cui venne ordinato.
Nel 1893, Shaku fu uno tra i quattro monaci e i due laici a rappresentare lo Zen Rinzai, la Jodo Shinshu e le Scuole Shingon componendo la delegazione giapponese che partecipò al Parlamento mondiale delle Religioni di Chicago, organizzato da John Henry Barrows e Paul Carus. Aveva preparato un discorso in Giappone, e lo ottenne tradotto in inglese dal suo allora ancora sconosciuto studente Daisetsu Teitarō Suzuki, e venne letto al pubblico dallo stesso Barrows.
Il soggetto della trattazione era "La legge di causa ed effetto, come insegnata dal Buddha". Successivamente, Shaku consegnò all'uditorio un altro discorso, "Dialogo al posto della Guerra".
In questa occasione, egli incontrò anche Paul Carus, organizzatore della conferenza ed editore della Open Court Publishing Company di La Salle, in Illinois. Prima del ritorno di Shaku in Giappone, Carus chiese al monaco di inviare negli Stati Uniti un suo studente abile nella lingua inglese. Al suo ritorno, Shaku chiese al discepolo Suzuki di partire per l'America, dove sarebbe diventato il maggiore studioso del buddismo Zen in Occidente, e traduttore dei testi base del buddismo giapponese per la casa editrice di Carus. Questo incontro fu fatale per la storia del buddismo zen in occidente; è grazie a ciò che gli intellettuali americani poterono apprendere nella loro lingua i testi che stimoleranno riflessioni e iniziative senza cui il buddismo non avrebbe messo radici negli Stati Uniti e in Europa oggi.
Soyen Shaku praticò come assistente spirituale per l'armata giapponese durante la Guerra russo-giapponese tra il 1904 e il 1905.
In quegli anni, l'autore russo Lev Nikolàevič Tolstòj scrisse al monaco zen perché si unisse a lui nel denunciare la guerra. Shaku rispose con un rifiuto, concludendo che "...qualche volta, l'omicidio e la guerra diventano necessari per difendere i valori e l'armonia di un popolo, una razza o una persona innocente". Dopo la guerra, Shaku attribuì la vittoria del Giappone alla cultura dei Samurai che ne aveva forgiato l'anima, e quindi indirettamente alla sua stessa religione, allora già verso il declino nel suo paese d'origine.
Nel 1905, Soyen Shaku ritornò in America come ospite di Alexander Russell. Egli impiegò nove mesi nella sua residenza di San Francisco, in California, ad insegnare zen. Così, Mr.Russell fu il primo cittadino americano a cimentarsi nella pratica dei koan. Dopo poco tempo dal suo arrivo, Shaku fu raggiunto dall'allievo Nyogen Senzaki. In quei giorni, il maestro giapponese iniziò anche ad organizzare letture dei suoi insegnamenti, alcune agli immigrati giapponesi in California, altre, tradotte da Suzuki, per audizioni destinate ad un pubblico occidentale americano. 
Nel marzo 1906, durante un viaggio in treno attraverso tutti gli Stati Uniti per fornire insegnamenti di buddismo Mahayana tradotti da Suzuki, Soyen iniziò il suo ritorno per il Giappone, facendo tappa in Europa, India e Ceylon.
Soyen Shaku morì serenamente il 29 ottobre 1919 a Kamakura. Il suo messaggio di pace, onore e rispetto per se stessi e gli altri è tuttora conservato e diffuso dai suoi seguaci negli Stati Uniti e in Giappone.

## Successori del Dharma
- Tetsuo Sōkatsu (Ryobo-an Sokatsu)[10]

## Opere scelte (in inglese)
- Sermons of a Buddhist Abbot: A Classic of American Buddhism. Three Leaves. 2004. ISBN 0-385-51048-9
- Zen for Americans. Open Court. 1989. ISBN 0-87548-273-2